# Andrés Fabricio Romero
Andrés Fabricio Romero (* 21. Dezember 1989 in Córdoba) ist ein argentinischer Fußballspieler, der als Mittelfeldspieler eingesetzt wird.

## Werdegang

### Vereinskarriere
Andrés Romero wurde in der Jugendakademie der Argentinos Juniors ausgebildet. Im Jahr 2008 kam Romero schließlich auch zu seinem Profidebüt bei den Argentinos in der argentinischen Primera División. Dort kam er zwischen 2008 und 2011 zu insgesamt 41 Einsätzen, in denen er vier Tore erzielte.
2012 wechselte Romero zu Criciúma EC in die brasilianische Série B, wo er neunmal eingesetzt wurde. In demselben Jahr ging Romero zu Náutico Capibaribe in die Campeonato Brasileiro de Futebol, der höchsten Fußballliga Brasiliens, wo er bis zum Ende des Jahres in weiteren sechs Ligaspielen zum Einsatz kam. 2013 wechselte er noch einmal innerhalb Brasiliens, indem er sich dem Tombense FC anschloss; bei Tombense kam er allerdings zu keinem Einsatz.
Der Tombense FC lieh Romero im Jahr 2013 an das kanadische Franchise Montreal Impact aus. Am 16. März 2013 kam Romero im Derby gegen den Toronto FC zu seinem ersten Einsatz in der nordamerikanischen Major League Soccer. Im Laufe der Saison 2013 konnte Romero sich als Stammspieler etablieren und wurde in 30 Saisonspielen eingesetzt, in denen er zwei Saisonspiele absolvierte.
Für die Saison 2014 wurde die Leihe mit Montreal Impact verlängert. Romero wurde 2014 29 Mal für Impact eingesetzt, dabei erzielte er sechs Tore und bereitete drei weitere Tore vor. Für die Saison wurde Romero als wertvollster Spieler (Most Valuable Player) des Teams ausgezeichnet. Anfang 2015 wurde schließlich der endgültige Wechsel Romeros vom Tombense FC zu Montreal Impact vollzogen.

### Nationalmannschaft
Während des Jahres 2009 wurde Romero fünfmal für die argentinische U-20-Auswahl eingesetzt. Mit dieser Auswahl nahm er auch an der U-20-Fußball-Südamerikameisterschaft 2009 in Venezuela teil.

## Privates
Romero ist verheiratet und der Vater von Zwillingen.